# Manatuto (Verwaltungsamt)
| \| \| |
|       |

|  |

Manatuto ist ein osttimoresisches Verwaltungsamt (portugiesisch Posto Administrativo) in der Gemeinde Manatuto. Der Sitz der Verwaltung befindet sich im Suco Sau in der Küstenstadt Manatuto. Der Name leitet sich von „Manatutu“ ab, dem Galoli-Wort für „pickende Vögel“.

## Geographie

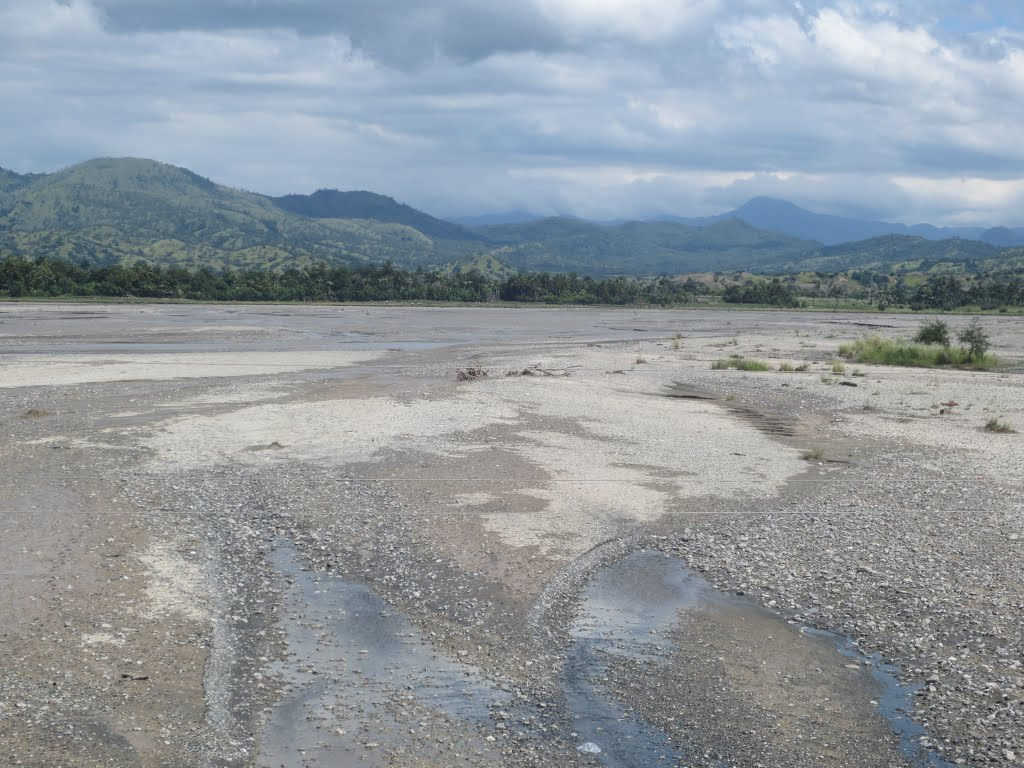
Der Nördliche Lacló bei Manatuto

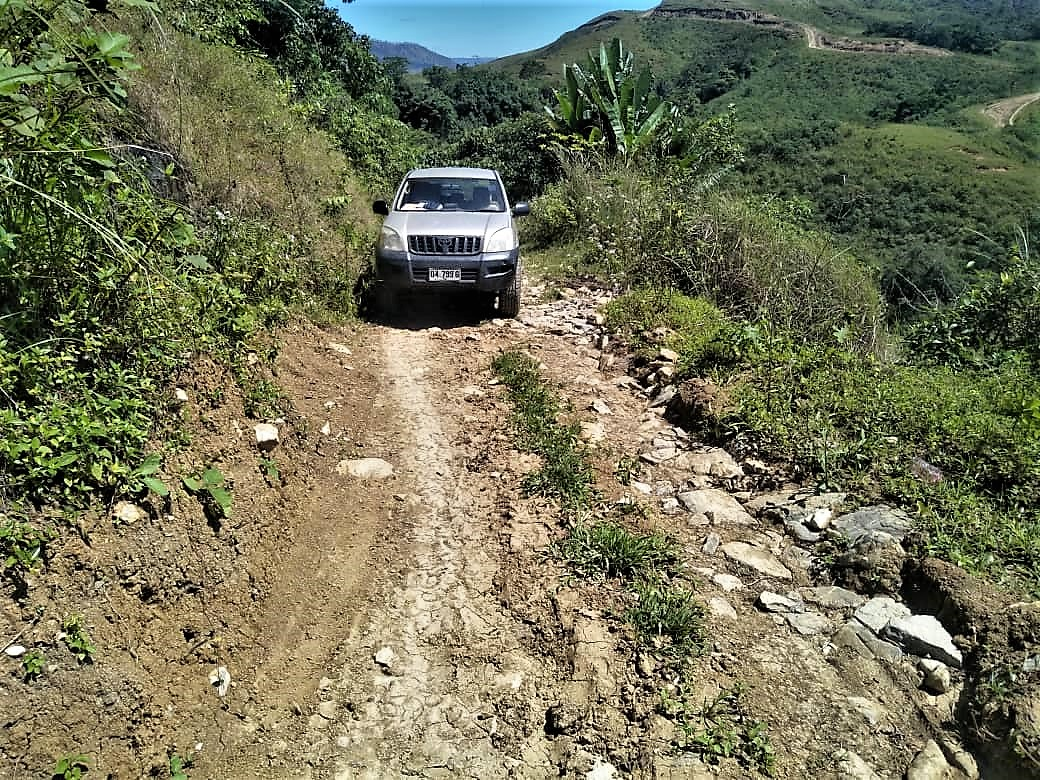
Unterwegs in Cribas

Bis 2014 wurden die Verwaltungsämter noch als Subdistrikte bezeichnet. Vor der Gebietsreform 2015 hatte Manatuto eine Fläche von 271,38 km². Nun sind es 345,88 km².
Das Verwaltungsamt Manatuto liegt an der Nordküste Timors an der Straße von Wetar. Östlich befindet sich das Verwaltungsamt Laleia, westlich Laclo, südwestlich Laclubar und südlich Barique. Ein schmaler Streifen berührt im Südosten das Verwaltungsamt Lacluta (Gemeinde Viqueque). Manatuto teilt sich in sechs Sucos: Ailili, Aiteas, Cribas, Iliheu, Ma'abat (Maabat) und Sau. Die Westgrenze bildet auf langer Strecke der Sumasse, der im Norden in den Nördlichen Lacló mündet, bevor dieser im Verwaltungsamt sich in die Straße von Wetar ergießt. Aus dem südlichen Verwaltungsamt fließen Nebenflüsse des Laleia nach Osten ab. An der Ostgrenze des Sucos Ma'abat fließt der Dolacuain und mehrere kleine Flüsse fließen im Suco während der Regenzeit nach Norden und bilden kurz vor der Mündung ins Meer die Lagoa Lamessana.

Klimadaten
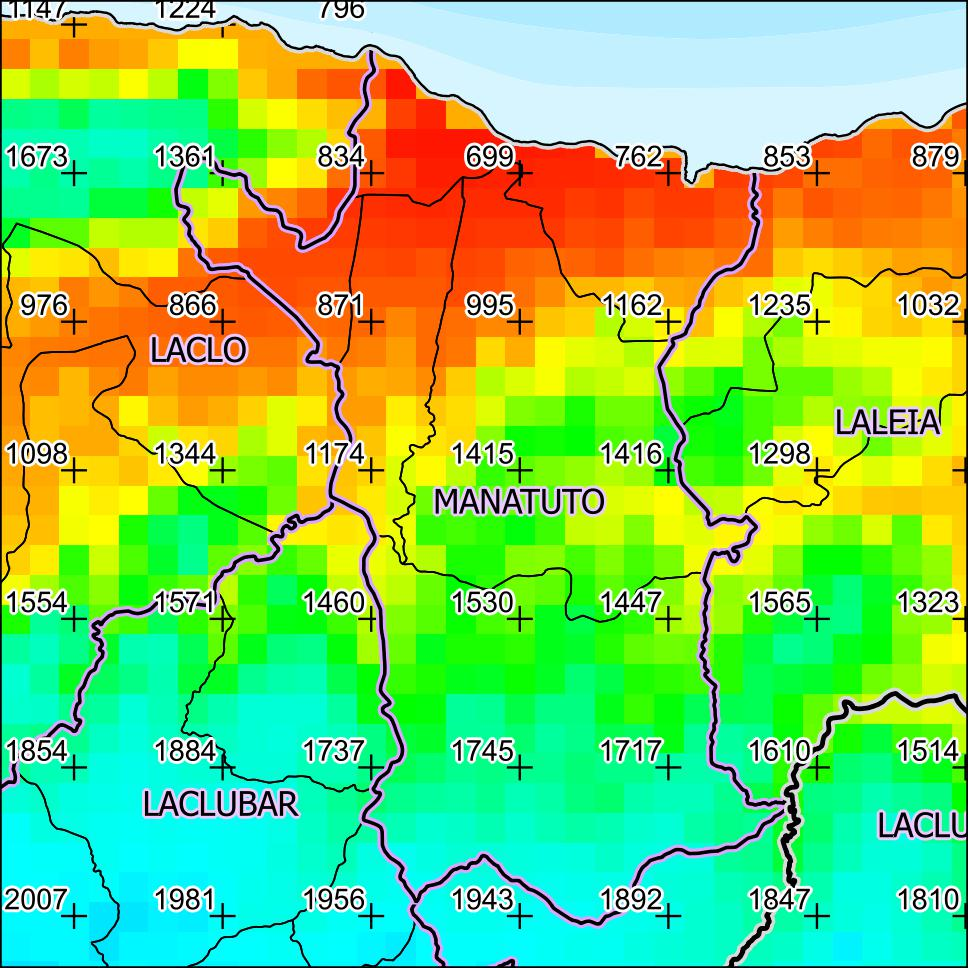
Jährliche Niederschlagsmenge (2000)
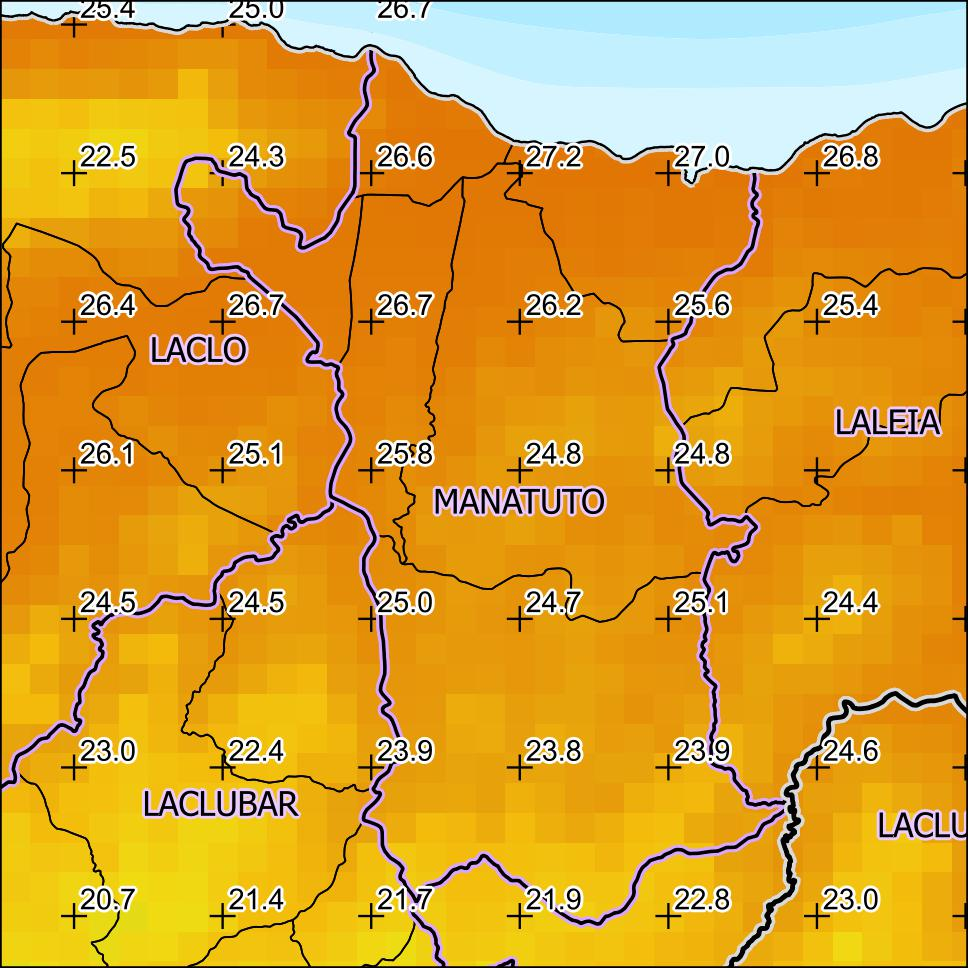
Jahresdurchschnitts-temperatur (2000)
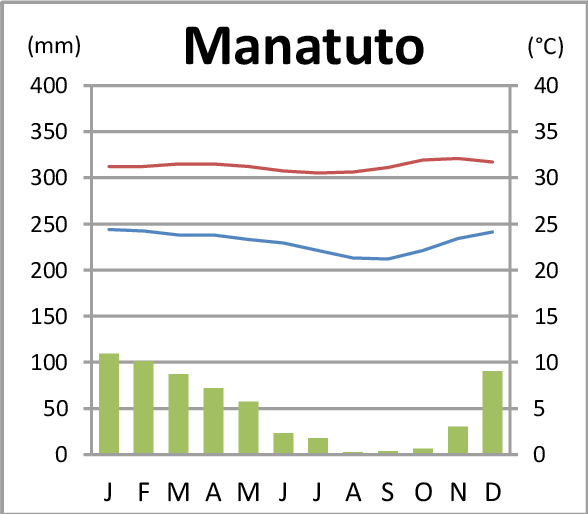
Klimadiagramm von Manatuto

## Einwohner
In Manatuto leben 15.197 Menschen (2022), davon sind 7.788 Männer und 7.409 Frauen. Im Verwaltungsamt gibt es 2.715 Haushalte. Die größte Sprachgruppe bilden die Sprecher der Nationalsprache Galoli. Der Altersdurchschnitt beträgt 19,4 Jahre (2010, 2004: 19,0 Jahre).

## Geschichte

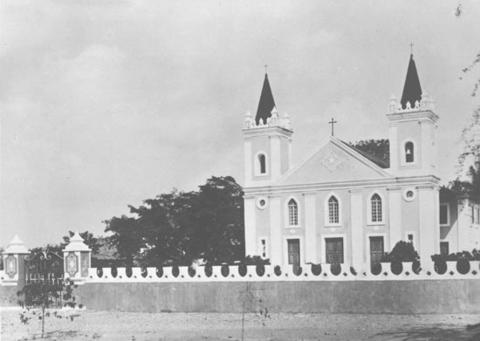
Die Kirche Santo António de Manatuto um 1940

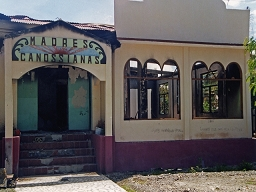
Zerstörte Mission der Canossianerschwestern in Manatuto (Oktober 1999)

Mehrere sogenannte Tranqueiras finden sich zwischen den Orten Manatuto und Laclo. Historische, steinerne Wehranlagen, die früher wohl zum Schutz von Siedlungen dienten. Zwei von ihnen liegen im Stadtgebiet von Manatuto: Iliheu Tatua und Sau Huhun.
Manatuto war eines der traditionellen Reiche Timors, die von einem Liurai regiert wurden. Es erscheint auf einer Liste von Afonso de Castro, einem ehemaligen Gouverneur von Portugiesisch-Timor, der im Jahre 1868 47 Reiche aufführte. Schon früh hatten die Dominikaner hier eine Mission gegründet. Manatuto war dem Reich von Luca lange Zeit tributpflichtig, konnte sich aber in der zweiten Hälfte des 17. Jahrhunderts lossagen. Man wandte sich Händlern aus Makassar zu und setzte 1668 sogar die niederländische Flagge. Eine Flotte der Topasse beendete dieses Bündnis und eroberte Manatuto, wodurch es wieder zum portugiesischen Hoheitsraum gehörten.
Dem Dominikaner Manuel de Santo António gelang um 1700 die Bekehrung des Liurais von Manatuto.
1730 schloss Gouverneur Pedro de Melo mit dem Liurai von Manatuto ein Bündnis. 85 Tage lang war Melo von 15.000 feindlichen Kriegern in Manatuto belagert, bis ihm der Ausbruch am 13. Januar 1731 gelang. Gouverneur Pedro de Rego Barreto da Gama e Castro errichtete in der Stadt Manatuto im selben Jahr eine Garnison. In den 1750er Jahren entstand hier das zweite Priesterseminar Timors nach dem Seminar in Oecusse. Von 1769 bis 1877 hatte der Bischof für die Kolonie seinen Sitz in Manatuto anstatt in der Hauptstadt Dili.
Gouverneur Feliciano António Nogueira Lisboa (1788 bis 1790) geriet in Streit mit dem Mönch Francisco Luis da Cunha, dem Vertreter der katholischen Kirche in Manatuto. Beide beschuldigten sich gegenseitig unter anderem der Raubüberfälle und dem Diebstahl von Zolleinnahmen. Um den Gouverneur loszuwerden, wiegelte der Mönch die Einwohner Manatutos zur Rebellion auf. Christianisierte Timoresen drohten die Revolte auf ganz Belu auszudehnen. Schließlich griff der Vizekönig von Goa durch, ließ beide Männer verhaften und von Timor ausweisen. Der neue Gouverneur Joaquim Xavier de Morais Sarmento (1790 bis 1794) brachte die Lage wieder unter Kontrolle.
1888 unterstützte Manatuto die Portugiesen beim Feldzug gegen Faturó und Sarau.
Am 31. Dezember 1975 landeten während der Invasions Osttimors indonesische Truppen in Manatuto und besetzten zunächst die Küste östlich der Stadt und das Gebiet um die Überlandstraße bis nach Laclubar. Erst zwischen Mai und Juni 1978 wurde der Rest des damaligen Subdistrikts von den Indonesiern erobert. In Carlilu, Tuquete und der Stadt Manatuto gab es Ende 1979 indonesische Umsiedlungslager für Osttimoresen, die zur besseren Kontrolle von den indonesischen Besatzern umgesiedelt werden sollten. In der Krise von 1999 blieb auch Manatuto nicht von Zerstörungen verschont.
Herrscher von Manatuto
- Malleas (Ama Leas) (1668–1677)
- Dom Domingos Soares (1703–1719)
- Dom António Soares (1720–1726)
- Dom José (?–1758)
- Dom Mateus Soares (etwa 1769–1815)
- Manuel Pereira da Costa (1849)
- Dona Aurelia Soares (1854)
- Mateus Vieira Godinho (1855–1856)
- Dom Luís Soares (etwa 1870–1879)
- Dona Rita (1879; gestorben 1895)
- Dom Mateus Frederico dos Reis Soares (1880–1888)
- Dom António Guterres (1893)
- Dom João Soares (1896)
- Dom Joaquim Guterres (20. Jahrhundert)
- Dom José Guterres (20. Jahrhundert) (Bruder)

Der Liste der Herrscher von Carlos Filipe Ximenes Belo widerspricht der Angabe des Historikers Douglas Kammen, dass Dom Mateus Vieira Godinho nur Regent von Manatuto war. Er sei wahrscheinlich der Ehemann der Herrscherin Aurelia Soares und möglicherweise ein Sohn des Herrschers von Larantuka gewesen. Godinho wurde von den Portugiesen wegen Unruhen verhaftet und starb zwei Jahre später. Danach setzten die Kolonialherren Wahlen zur Bestimmung eines neuen Herrschers an, nach denen Aurelia Soares abgesetzt worden sei.

## Politik

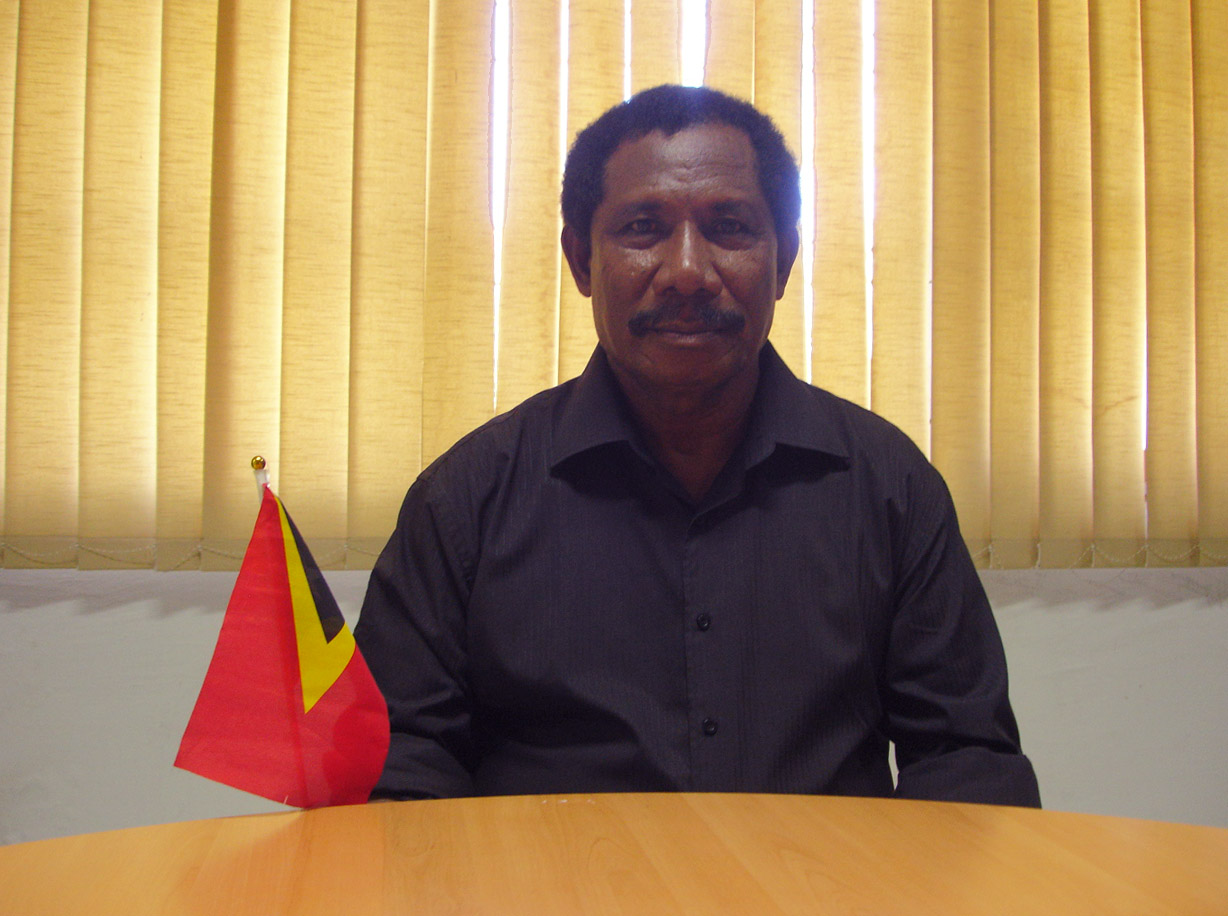
Administrator António da Silva Soares (2013)

Manuel Vong war von 1994 bis 1998 Administrator während der indonesischen Besatzungszeit.
Der Administrator des Verwaltungsamts wird von der Zentralregierung in Dili ernannt. 2015 war dies António da Silva Soares und 2016 Gaspar Henrique da Silva. Am 9. Januar 2024 wurde José Pedro da Cunha zum Administrator ernannt.

## Wirtschaft

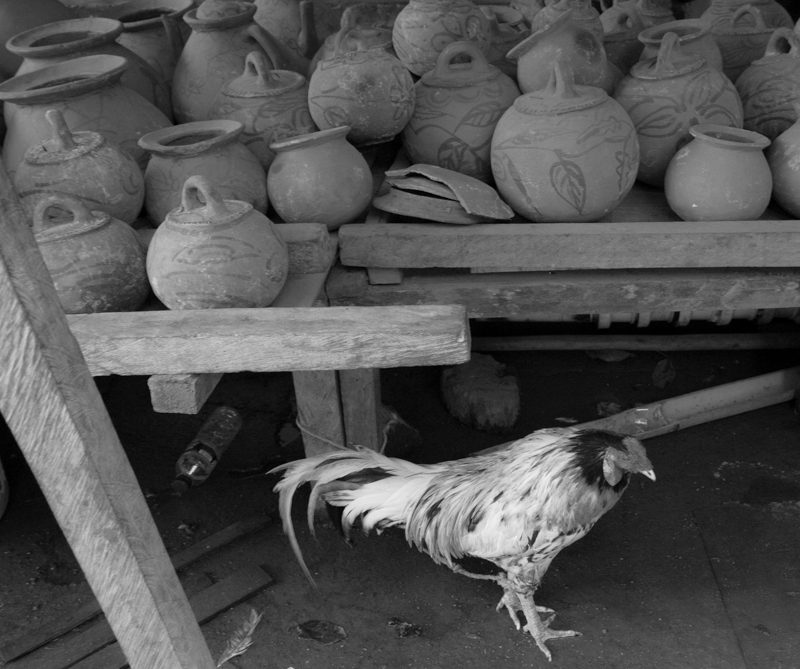
Handwerk und Viehzucht:
Ein Hahn in einer Töpferei in Manatuto

35 % der Haushalte in Manatuto bauen Reis an, 35 % Kokosnüsse, 33 % Gemüse, 30 % Maniok, 28 % Mais und 13 % Kaffee. Bei Cribas gibt es kleine Erdölvorkommen, im Norden werden Ton und Salz gewonnen.